# Kajiga Baba

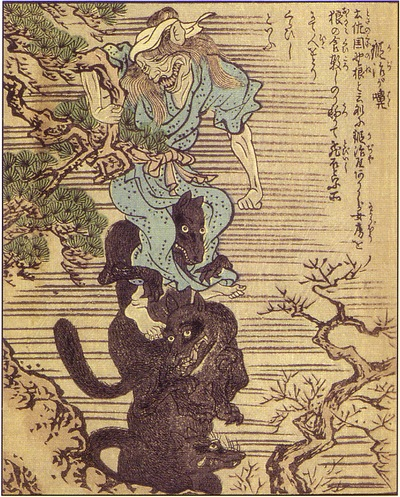
Kajiga Baba und die Senbiki-ōkami. Aus dem Ehon Hyaku Monogatari (絵本百物語; „Bilderbuch der hundert Erzählungen“) von Tōka Sanjin (um 1841)

Kajiga Baba (japanisch 鍛冶屋婆; „Mutter des Schmieds“, auch „Altes Weib des Schmieds“), auch Kajiga kāga gelesen, ist ein fiktives Wesen des japanischen Volksglaubens. Sie gehört zur Gruppe der Yōkai (妖怪; „Dämonen“) und Hexen und hat einen heimtückischen Charakter. In ländlichen Gegenden soll sie noch heute als Kinderschreck gefürchtet sein.

## Beschreibung
Kajiga Baba wird als kannibalistisch geneigte Hexe mit enormen schwarzmagischen Kräften beschrieben. Sie kann vorgeblich Irrlichter beschwören und ihre Gestalt ändern. Viele Sagen und Legenden aus unterschiedlichsten Provinzen berichten, dass die Hexe gern die Ehefrauen oder Mütter von Dorfschmieden und/oder Dorfältesten ermorde und dann deren Gestalt und Verhaltensmuster annehme, um möglichst lange unentdeckt im Heim der Witwer wohnen und von dort aus agieren zu können. Kajiga Baba kann vorgeblich Wölfe verhexen, um sich mit ihnen zu verbünden. Diese stehen dann als Senbiki-ōkami (千疋狼; „Tausendwolf“) in ihren Diensten. In ihrer dämonischen Gestalt soll die Hexe als riesiger, weißer Wolf mit eiserner Schüssel auf dem Kopf erscheinen. Sie soll die Wölfe auf der Suche nach Opfern aussenden. Wenn das Opfer beispielsweise auf einen hohen Baum oder auf das Dach eines Hauses flüchtet, bilden die Tiere eine Art Räuberleiter, bei der ein Wolf sich auf die Schultern des anderen stellt. Wenn das nicht ausreicht, rufen die Senbiki-ōkami Kajiga Baba herbei. Die Hexe klettert mit Hilfe der „Wolfsleiter“ geschwind hinauf in den Baum und zerrt das Opfer zu Boden. Dann verschleppen sie und die Wölfe das Opfer ins gemeinsame Versteck, um es zu fressen.

## Legende
Eine Legende um Kajiga Baba aus dem Dorf Sakihama in der Präfektur Kōchi erzählt von einer jungen Frau, die nachts auf ihrem Heimweg von Senbiki-ōkami verfolgt wird und auf einen bewaffneten Hikyaku trifft. Dieser erkennt die Gefahr sogleich und so flüchten beide auf einen hohen Baum. Von dort aus kann der Mann die Senbiki-ōkami mit seinem langen Schwert abwehren. Frustriert rufen die Wölfe: „Kajiga Baba, komm und hilf uns!“ Da erscheint ein riesiger, weißer Wolf mit eiserner Schüssel auf dem Kopf und bildet zusammen mit den Senbiki-ōkami eine Räuberleiter, um das Paar vom Baum zu zerren. Da gelingt es dem Hikyaku, die Eisenschüssel zu zerschlagen. Der weiße Wolf schreit und sein Schrei klingt wie jener einer alten Frau. Das Rudel flüchtet. Am nächsten Morgen erreichen die Frau und der Hikyaku das Dorf Sakihama (nach einer leicht abweichenden Version lässt der Hikyaku die Dame zurück in ihr Heimatdorf Nahari bringen). Der Mann lässt die Dame in der Obhut der Dorfgarde zurück. Er selbst will der Blutspur folgen, die der weiße Wolf hinterlassen hatte. Sie führt in das Haus des Dorfschmiedes. Als der Schmied erzählt, dass seine ältliche Mutter mit einer Kopfwunde im Bett liege, sie aber sich weigere zu erzählen, woher sie die Wunde hat, kommt dem Hikyaku ein böser Verdacht. Er betritt das Zimmer der Mutter und sofort kommt es zum Zweikampf, den der Hikyaku gewinnt. Nachdem die Hexe tot ist, entdecken der Schmied und der Hikyaku unter den Bodendielen des Schlafgemachs die Gebeine der wirklichen Mutter sowie die Knochen vergangener Opfer der Kajiga Baba.

## Hintergründe
Als Hikyaku (飛脚) bezeichnete man im feudalen Japan, speziell der Kamakura- und Edo-Zeit, bewaffnete Dienstboten des Kaiserhofes und der Provinzfürsten (später waren sie auch für Großhandelsfamilien und wichtige Behördenzentralen tätig). Da sie meist besonders wertvolle Urkunden, Geld und/oder kostbare Geschenke mit sich führten, mussten sie entsprechend oft mit Überfällen und Diebstählen rechnen, sodass sie sich passend bewaffneten.
Der Yōkai Senbiki-ōkami wurde durch den real existierenden, aber mittlerweile ausgestorbenen Honshū-Wolf (Canis lupus hodophilax) inspiriert. Diese Wolfsart lebte auf den Inseln Honshū, Shikoku und Kyūshū und wurde als mythologische Figur im japanischen Shintōismus einerseits als Kami (神; „Gottheit“, „Naturgeist“) und Schutzpatron verehrt. Andererseits galt er, als Yōkai, auch als „besonders heimtückisch“ und „klug“. Nicht selten habe er Menschen (vor allem Kinder) verfolgt und sie in Rudeln angegriffen. Die Opfer seien dann meist auf hohe Bäume geflohen und hätten dort ausharren müssen, bis die Wölfe das Interesse verloren hätten oder von Jägern und/oder Dorfbewohnern vertrieben waren.
Der Name der Hexe, Kajiga Baba, wird in abweichenden Schreibweisen überliefert, aber stets gleich gelesen. So liegt die Schreibung mit den Kanji 鍛冶が母 vor sowie die Schreibung 鍛冶屋婆. Sie wird in älterer Literatur auch Kajiga-no-Baba (鍛冶屋の婆) genannt. Das japanische Wort Baba (母) kann sowohl „Mutter“ als auch „Altes Weib“ bedeuten, während Kāga (婆) eher mit „Großmutter“ übersetzt wird. Kannibalistisch geneigte und Kinder raubende Hexen und Dämoninnen gehören mit zu den ältesten mythologischen Figuren des japanischen Volksglaubens. Fast alle Hexen werden mit schwarzmagischen Künsten in Verbindung gebracht und gelten als böse und dem Menschen übel gesinnt. Zu den „klassischen“ Künsten gehören unter anderem Gestaltwandlung, Illusionskünste und das Verhexen von Mensch und Tier. Vorgebliche „Hexen“, „Ogerinnen“ und „Yōkai-Frauen“ waren im realen Leben meist verwitwete oder unverheiratet gebliebene, alte Frauen, die sich sehr zurückzogen und nun mehr oder weniger einsiedlerisch lebten. Nicht selten galten sie dann als Ausgestoßene und/oder Außenseiterinnen, die in den umliegenden Gemeinden gemieden oder gar gefürchtet wurden.